# خوسيه أفونسو ريبيرو
خوسيه أفونسو ريبيرو (بالبرتغالية: José Afonso Ribeiro‏) هو كاهن كاثوليكي برازيلي، ولد في 28 أكتوبر 1929 في Poconé ‏ في البرازيل، وتوفي في 10 نوفمبر 2009 في كانواس في البرازيل.